# Toxocara vitulorum
Toxocara vitulorum (Goeze, 1782) è un nematode parassita del genere Toxocara, a sua volta appartenente alla famiglia delle Toxocaridae. Determina infestazioni nei bovini, negli zebù, nei bufali e, molto raramente, nelle capre e nelle pecore. La femmina adulta misura 14-32 cm e il maschio adulto 15-20 cm. Le uova sono scure, di forma ovoidale, con una superficie irregolare (simili a quelle di Toxocara canis) e hanno una dimensione compresa tra 75 e 95 micrometri.
Questa specie ha una distribuzione cosmopolita e vive la sua vita parassitaria adulta nell'intestino tenue dell'organismo ospite. Nei vitelli può causare infiammazioni intestinali accompagnate da disturbi della digestione, diarrea e ritardo della crescita; i quadri clinici di questo tipo sono tuttavia rari, in quanto in genere l'eventuale infestazione si risolve spontaneamente quando il vitello ha tra i 3 e i 5 mesi di vita. Nei casi clinicamente rilevanti, la terapia si basa sulla somministrazione di piperazina o di altri antielmintici a largo spettro.
Il parassita è relativamente poco diffuso in Europa; in Pianura Padana, ad esempio, la sua prevalenza negli allevamenti è stimata essere dello 0,30%.